# Mola de Lino
La Mola de Lino és una muntanya de 1.208 metres que entre el municipi d'Alfara de Carles a la comarca del Baix Ebre i el de Beseit a la del Matarranya.